# Physocephala dimidiata
Physocephala dimidiata är en tvåvingeart som först beskrevs av Walker 1853.  Physocephala dimidiata ingår i släktet Physocephala och familjen stekelflugor. Inga underarter finns listade i Catalogue of Life.